# 6. prosinec
6. prosinec je 340. den roku podle gregoriánského kalendáře (341. v přestupném roce). Do konce roku zbývá 25 dní.

## Události

### Česko
- 1774 – Marie Terezie zavedla všeobecnou vzdělávací povinnost.
- 1884 – Slavnostním představením hry Magelona J. J. Kolára bylo otevřeno České prozatímní národní divadlo v Brně.
- 1903 – V Praze byl založen klub HC Sparta Praha.
- 1918 – Československá vláda rozpustila národní výbory, které se v průběhu státního převratu na mnoha místech ustavily.
- 1930 – Na Šumavě byla dána do provozu přečerpávací vodní elektrárna Černé jezero.
- 1973 – Osobní automobil Tatra 613 získal osvědčení o technické způsobilosti.
- 2003 – Za vichřice padla Vopařilova jedle, památný strom a nejvyšší jedle bělokorá České republiky.
- 2017 – Prezident Miloš Zeman jmenoval Andreje Babiše premiérem ČR.

### Svět
- 1060 – V Stoličném Bělehradě se nechal Béla I. korunovat uherský králem
- 1240 – Mongolové vedení Bátú-chánem dobyli a vyplenili Kyjev, čímž bylo završeno mongolské podmanění Rusi. Z 5000 obyvatel přežilo pouze 2000.
- 1768 – V Edinburghu byl nabídnut k prodeji první díl Encyclopædia Britannica, který stál 6 pencí.
- 1790 – Kongres Spojených států amerických se přestěhoval z New Yorku a sešel se v novém přechodném Kapitolu ve Philadelphii.
- 1912 – V egyptské Amarně objevil německý egyptolog Ludwig Borchardt Nefertitinu bustu.
- 1916 – Tomáš Garrigue Masaryk byl ve Vídni v nepřítomnosti odsouzen k trestu smrti za velezradu.
- 1917
  - Halifaxský výbuch: v přístavu Halifax došlo k největší člověkem způsobené explozi před odpálením atomové bomby.
  - Vznik státu Finsko na základě vyhlášení nezávislosti na Rusku.
- 1921 – uzavření anglo-irské dohody, která ukončovala irskou válku za nezávislost.
- 1922 – vyhlášení Irského svobodného státu.
- 1989 – V kanadském Montrealu zastřelil Marc Lépine na École polytechnique čtrnáct osob a dalších čtrnáct zranil.
- 1992 – Hinduističtí aktivisté strhli Báburovu mešitu v indické Ajódhji.
- 2019 – Při výbuchu plynu v panelovém domě ve slovenském Prešově zemřelo osm osob a dalších čtyřicet bylo zraněno.

## Narození

### Česko

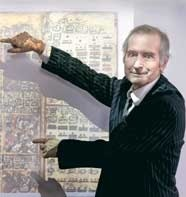
Vladimír Böhm(* 1938)

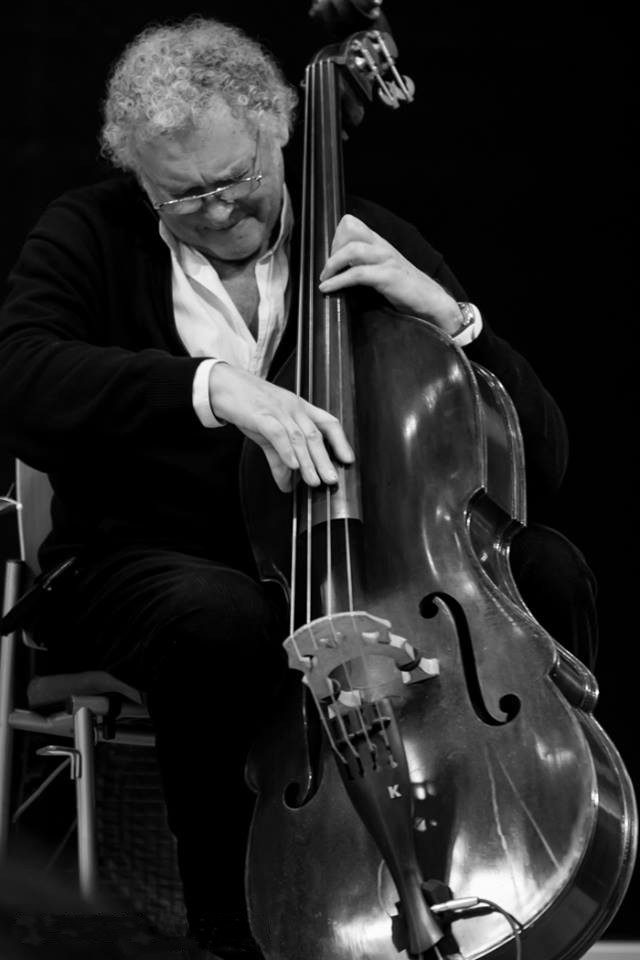
Miroslav Vitouš (* 1947)

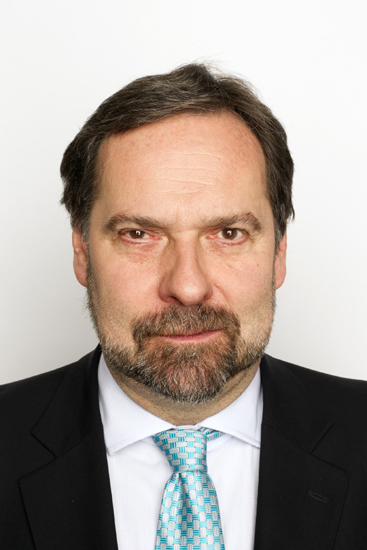
Radek John (* 1954)

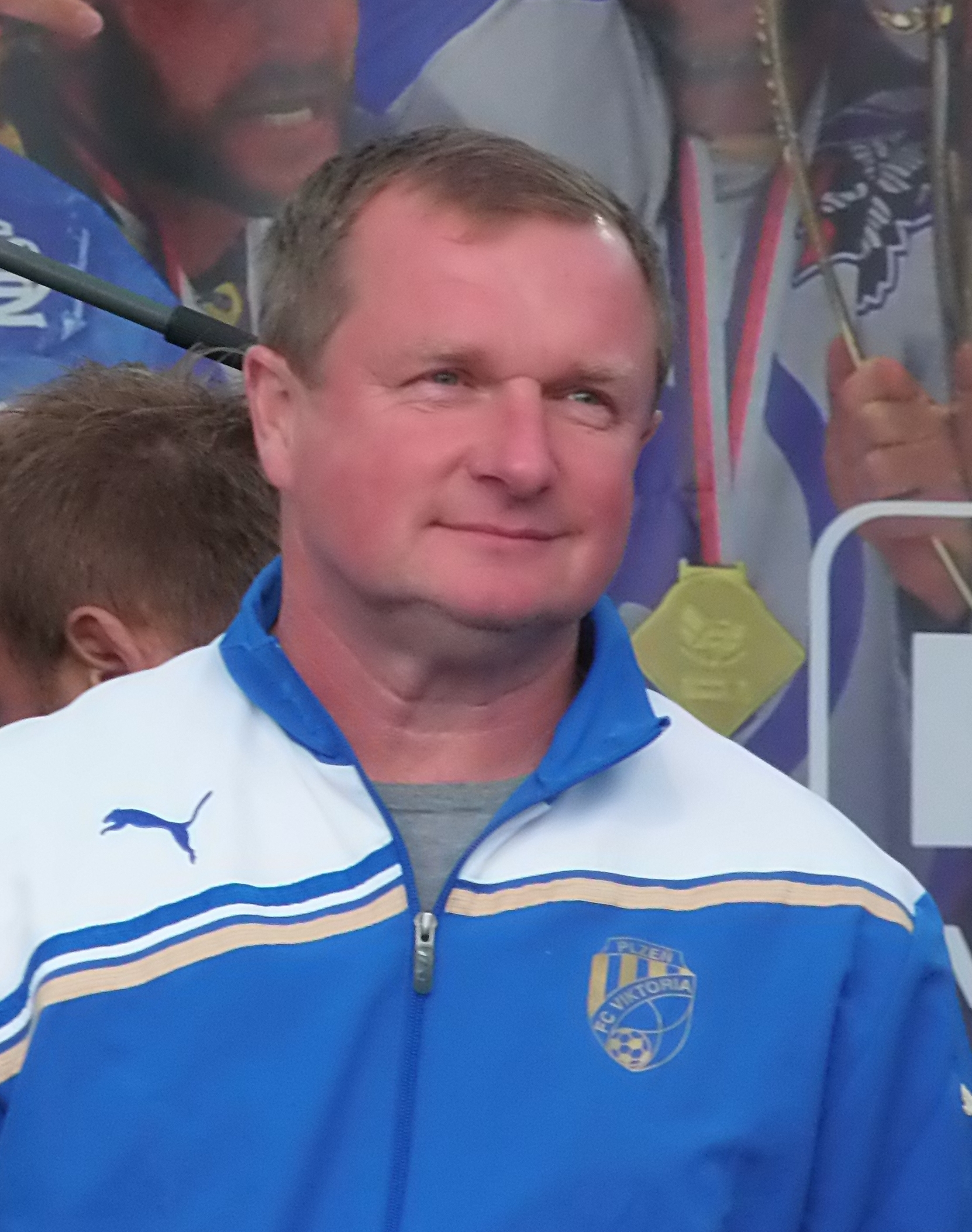
Pavel Vrba (* 1963)

- 1739 – František Josef Kinský, český šlechtic a rakouský vojenský velitel († 9. června 1805)
- 1819 – Kristian Stefan, český pedagog a politik († 16. ledna 1892)
- 1824 – Jan Evangelista Šťastný, český pedagog a autor učebnic († 17. června 1913)
- 1832
  - Věnceslava Lužická, česká spisovatelka († 4. května 1920)
  - František Jan Zoubek, pedagog a historik († 29. června 1890)
- 1833 – František Xaver Bakeš, český učitel, hudebník, velkostatkář a politik, poslanec († 6. listopadu 1917)
- 1855 – Celda Klouček, sochař, štukatér a paleontolog († 14. října 1935)
- 1878
  - Victor Hadwiger, německý spisovatel žijící v Čechách († 4. října 1911)
  - Josef Doležal, český zpěvák a houslista († 19. května 1961)
- 1880
  - Emanuel Ondříček, houslista, hudební pedagog a skladatel († 30. prosince 1958)
  - Rudolf Slawitschek, pražský německý spisovatel († květen 1945)
- 1887 – Otto Kohn, český architekt († 10. července 1965)
- 1890
  - Marie Zápotocká, manželka československého prezidenta Antonína Zápotockého († 7. června 1981)
  - Maryša Radoňová Šárecká, česká spisovatelka († 15. října 1958)
- 1892 – Arnošt Kolman, český matematik a marxistický filozof († 22. ledna 1979)
- 1904
  - Mikuláš Ferjenčík, československý politik, ministr, exulant († 4. března 1988)
  - Metoděj Florian, grafik, řezbář a hudebník († 3. prosince 1987)
- 1919 – Gideon Klein, klavírista a skladatel († leden 1945)
- 1920 – Karel Píč, básník a esperantista († 15. srpna 1995)
- 1921 – Bohuslav Švarc, lesnický odborník († 18. prosince 2011)
- 1923 – Jaroslav Vacek, figurativní sochař, výtvarník a medailér († 26. dubna 2012)
- 1925 – Karel Brož, československý volejbalový reprezentant, mistr světa a dvojnásobný mistr Evropy († 17. srpna 2009)
- 1928
  - Jiří Harcuba, český sklářský výtvarník, medailér, autor české pětikoruny († 26. července 2013)
  - Karel Pecka, spisovatel († 13. března 1997)
- 1929 – Miroslav Ulmann, urbanista a malíř († 1. listopadu 2009)
- 1931
  - Ivo Chlupáč, český geolog a paleontolog († 7. listopadu 2002)
  - Stanislav Kovář, výtvarník († 11. ledna 2017)
  - Volker Oppitz, německý ekonom a matematik
- 1933 – Jiří Tichý, československý fotbalový reprezentant († 26. srpna 2016)
- 1934 – Milan Dvořák, hudební skladatel a klavírista
- 1936 – Bedřich Havlík, brněnský violoncellista a pedagog († 4. července 2001)
- 1937 – Jiří Kodet, herec († 25. června 2005)
- 1938 – Vladimír Böhm, historik, mayolog
- 1940 – Ladislav Pecháček, český lékař, spisovatel a humorista
- 1941
  - Vladimír Borecký, psycholog († 6. února 2009)
  - Vladimír Renčín, grafik a karikaturista († 4. října 2017)
- 1946
  - Jan Soukup, architekt
  - Zdena Burdová, česká herečka
- 1947 – Miroslav Vitouš, jazzový kontrabasista
- 1949 – Karel Mišurec, český divadelní herec
- 1951 – Zdeněk Junák, český herec
- 1952
  - Zdeňka Horníková, viceprezidentka Nejvyššího kontrolního úřadu
  - Zdeněk Soukup, politik a novinář, poslanec († 7. dubna 2021)
- 1953 – Václav Ševčík, český hudebník, zpěvák a podnikatel
- 1954 – Radek John, publicista, moderátor, spisovatel, scenárista a politik
- 1957 – Pavel Koutský, český filmař animovaných filmů
- 1958 – Miloš Říha, lední hokejista a trenér († 31. srpna 2020)
- 1963 – Pavel Vrba, fotbalista a později fotbalový trenér
- 1977 – Martin Richter, hokejový hráč
- 1986
  - Veronika Chmelířová, modelka
  - Jan Veleba, atlet, sprinter
- 1990 – Jakub Lev, lední hokejista

### Svět

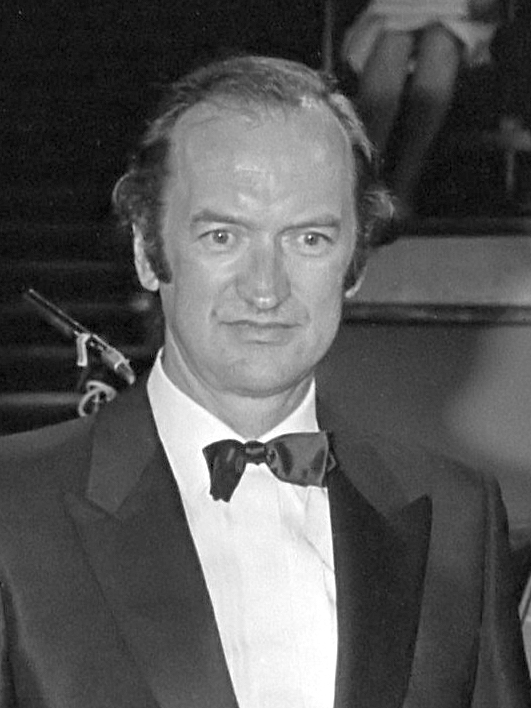
Nikolaus Harnoncourt (* 1929)

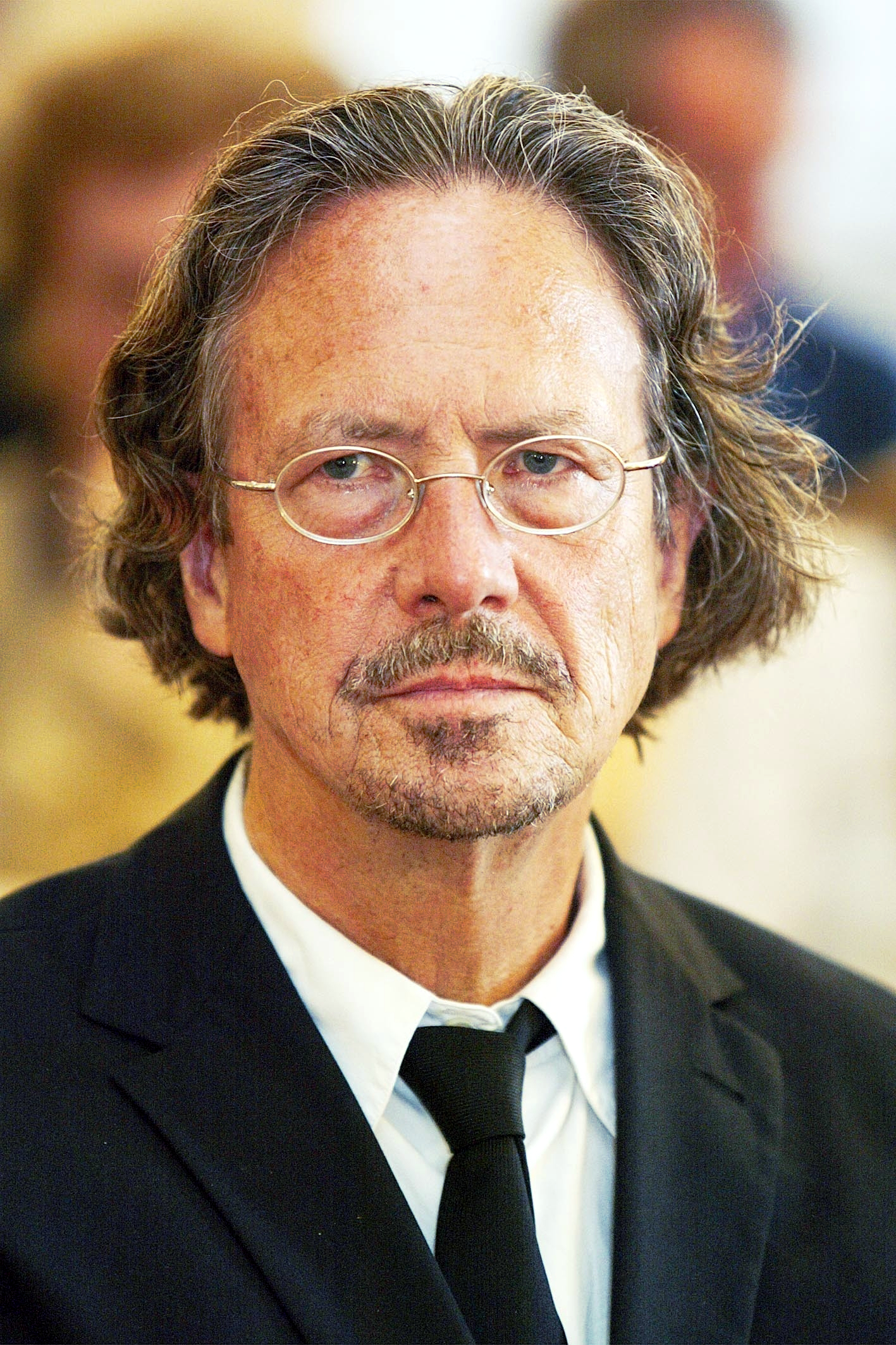
Peter Handke (* 1942)

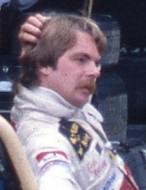
Keke Rosberg (* 1948)

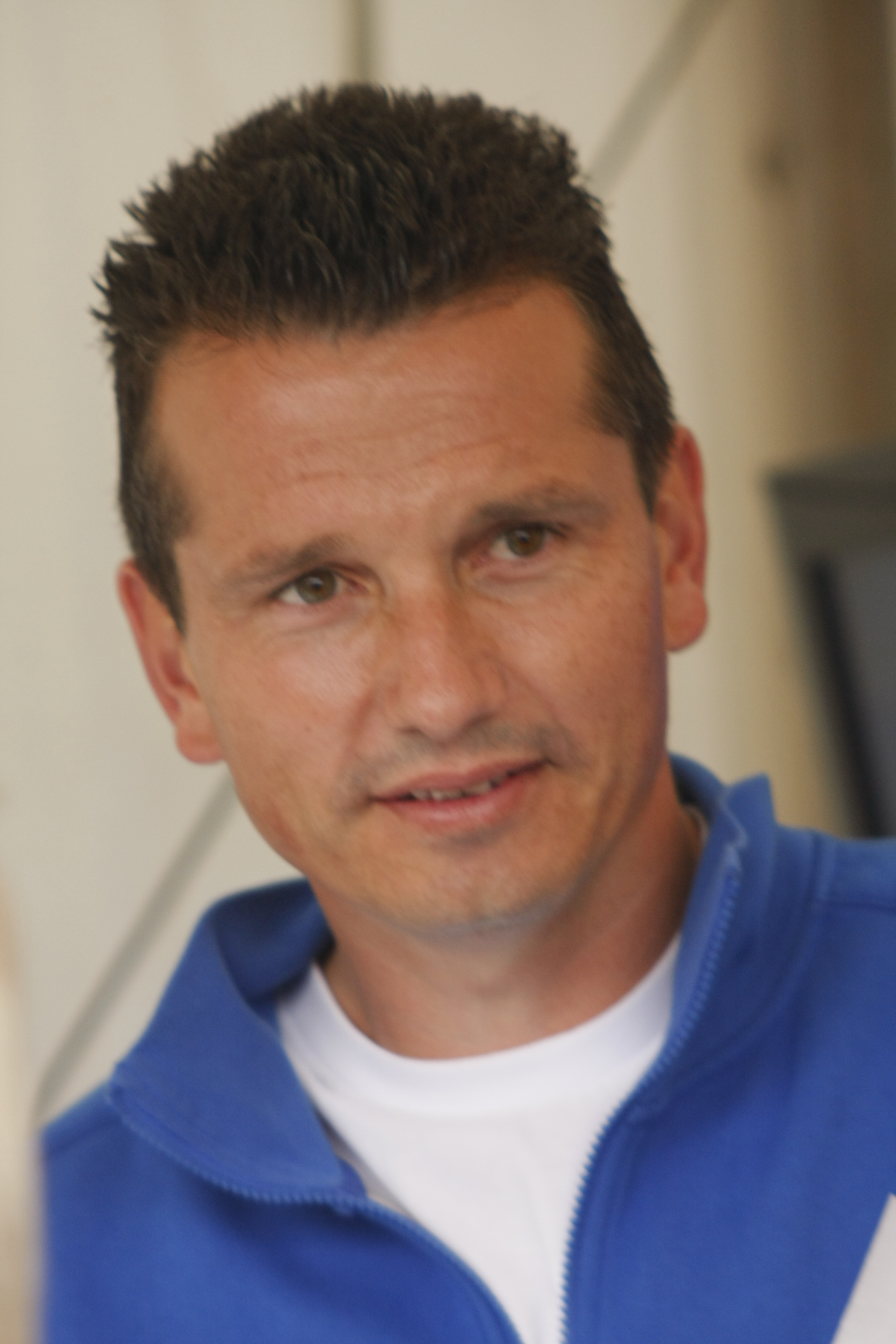
Richard Krajicek (* 1971)

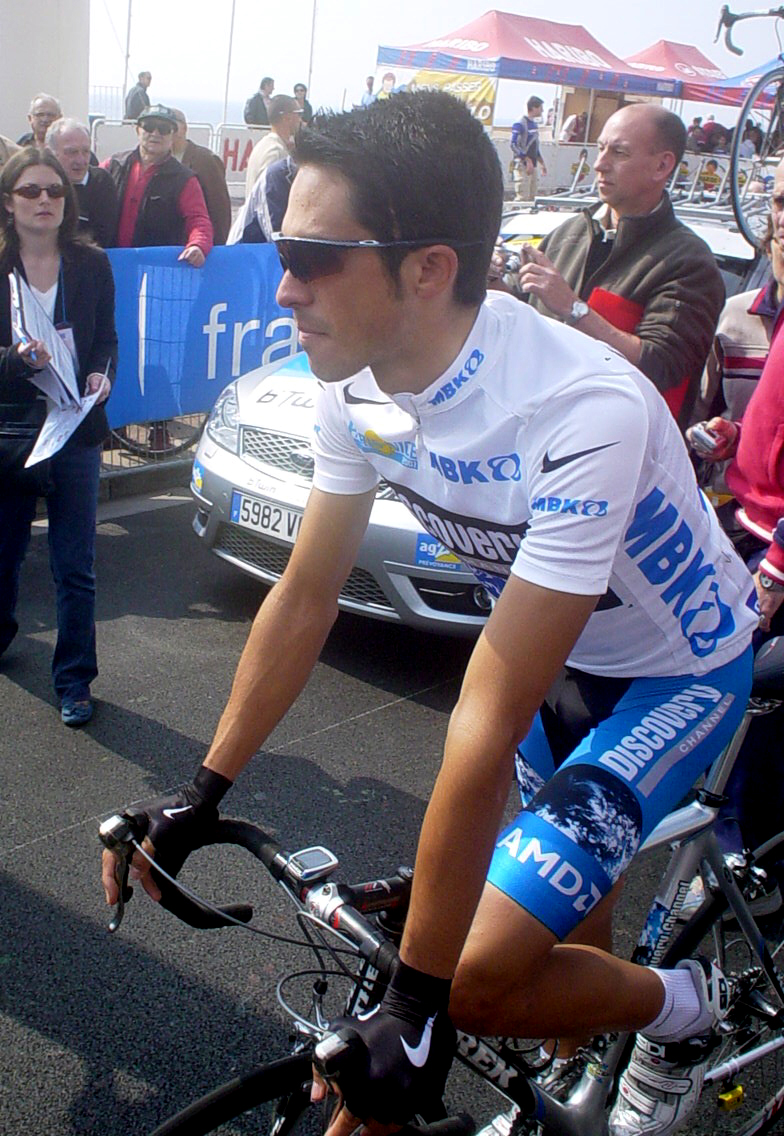
Alberto Contador (* 1982)

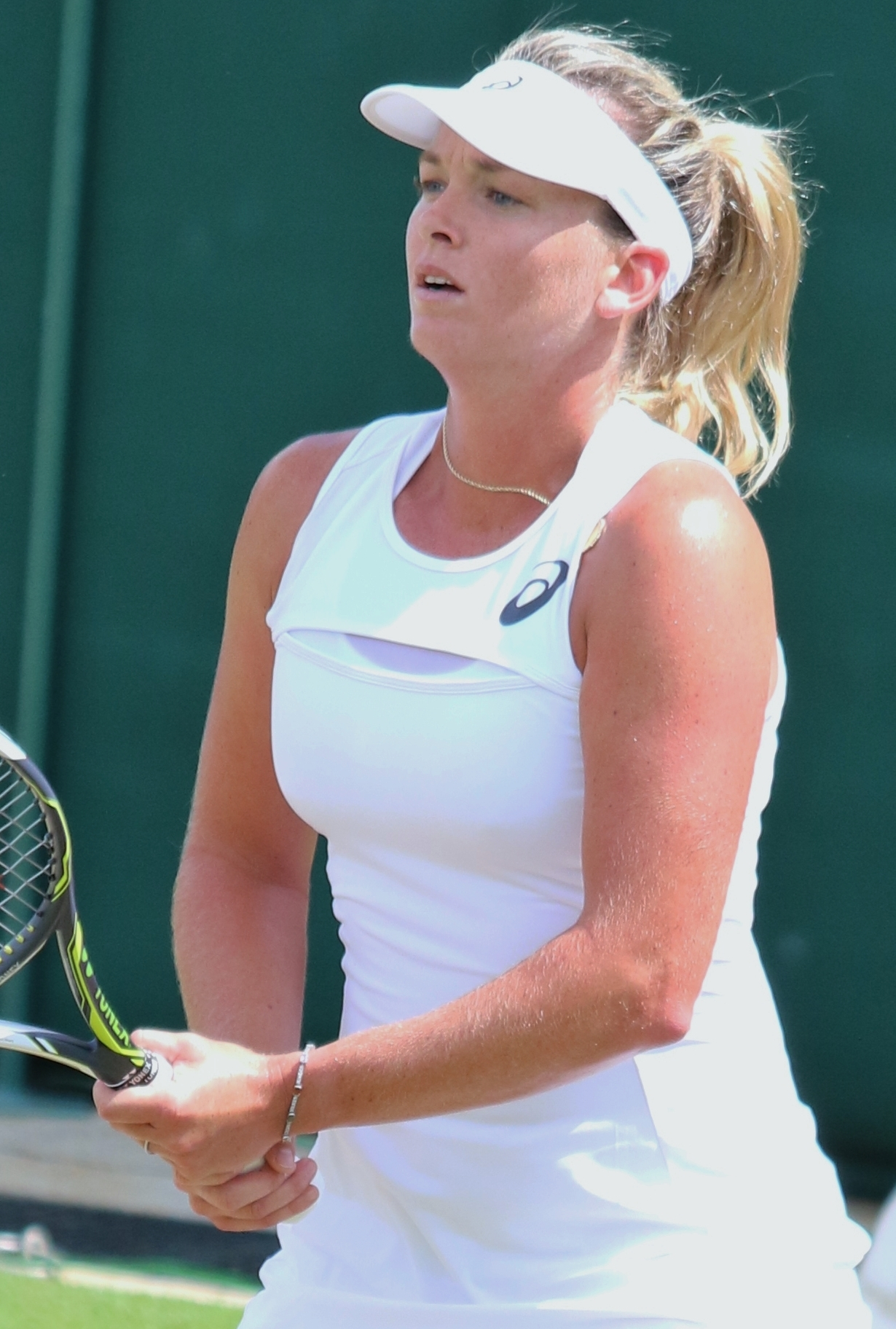
Coco Vandeweghe (* 1991)

- 1285 – Ferdinand IV. Kastilský, král Leónu a Kastílie († 7. září 1312)
- 1421 – Jindřich VI. Anglický, anglický král († 21. května 1471)
- 1478 – Baldassare Castiglione, italský humanista († 1529)
- 1520 – Barbora Radziwiłłovna, polská královna († 8. května 1551)
- 1550 – Orazio Vecchi, italský pozdně renesanční hudební skladatel († 19. února 1605)
- 1592 – William Cavendish, 1. vévoda z Newcastle, anglický šlechtic a politik († 25. prosince 1676)
- 1596 – Adam Thebesius, slezský evangelický pastor a skladatel duchovních písní († 12. prosince 1652)
- 1608 – George Monck, anglický generál († 3. ledna 1670)
- 1665 – Mikuláš Berčéni, uherský hrabě, hlavní generál Františka II. Rákociho († 6. listopadu 1725)
- 1685 – Marie Adelaide Savojská, savojská princezna († 12. února 1712)
- 1692 – Hürrem Kadınefendi, manželka osmanského sultána Ahmeda III. († 25. června 1760)
- 1721 – Guillaume-Chrétien de Lamoignon de Malesherbes, francouzský osvícenský právník, botanik a ministr († 23. dubna 1794)
- 1742 – Nicolas Leblanc, francouzský lékař a chemik († 16. ledna 1806)
- 1750 – Pierre-Henri de Valenciennes, francouzský malíř († 16. února 1819)
- 1778 – Joseph Louis Gay-Lussac, francouzský chemik a fyzik († 9. května 1850)
- 1803 – Marie Josefa Saská, španělská královna, třetí manželka Ferdinanda VII. († 17. května 1829)
- 1813
  - August Sicard von Sicardsburg, rakouský architekt († 11. června 1868)
  - Nikolaj Ogarev, ruský socialista, publicista a básník († 12. června 1877)
- 1820 – Alexandrina Bádenská, sasko-kobursko-gothajská vévodkyně († 20. prosince 1904)
- 1823 – Friedrich Max Müller, německý filolog, lingvista a orientalista († 28. října 1900)
- 1841 – Frédéric Bazille, francouzský malíř († 1870)
- 1846 – Andreas Bang-Haas, dánský entomolog († 7. února 1925)
- 1848 – Johann Palisa, rakouský astronom († 2. května 1925)
- 1849 – August von Mackensen, pruský a německý polní maršál († 8. listopadu 1945)
- 1868 – Fran Jaklič, spisovatel a rakouský politik slovinské národnosti, poslanec († 31. prosince 1937)
- 1870 – Nikolaj Losskij, ruský filosof († 24. ledna 1965)
- 1872 – Mikuláš Moyzes, slovenský hudební skladatel († 2. dubna 1944)
- 1875 – Evelyn Underhillová, anglická náboženská spisovatelka († 15. června 1941)
- 1887 – Heinrich von Vietinghoff, německý generálplukovník za druhé světové války († 23. února 1952)
- 1890
  - Violet Mary Firthová, britská okultistka a spisovatelka († 1946)
  - Rudolf Schlichter, německý výtvarník († 3. května 1955)
- 1896 – Ira Gershwin, americký textař († 17. srpna 1983)
- 1898
  - Alfred Eisenstaedt, americký fotograf († 24. srpna 1995)
  - Gunnar Myrdal, švédský ekonom a politik († 17. května 1987)
- 1900
  - George Eugene Uhlenbeck, nizozemský fyzik († 31. října 1988)
  - Agnes Mooreheadová, americká herečka († 30. dubna 1974)
- 1902 – Giovanni Colombo, italský kardinál, arcibiskup Milána († 20. května 1992)
- 1904
  - Alexandr Vveděnskij, ruský avantgardní básník a dramatik († 20. prosince 1941)
  - Elissa Landiová, rakousko-americká herečka (†  21. října 1948)
- 1906
  - Oton Berkopec, slovinský akademik, spisovatel, literární historik, lektor, publicista († 16. září 1998)
  - Marian Spychalski, polský maršál a ministr národní obrany († 7. června 1980)
  - Jakov Alexandrovič Malik, sovětský diplomat († 11. února 1980)
- 1910 – Jim Kjelgaard, americký spisovatel († 12. července 1959)
- 1911 – Čeng Ťün-li, čínský filmový herec a režisér († 23. dubna 1969)
- 1912 – Frank Lewis, americký zápasník, zlato na OH 1936 († 16. srpna 1998)
- 1913
  - Eleanor Holmová, americká olympijská vítězka v plavání († 31. ledna 2004)
  - Hester Burtonová, anglická spisovatelka († 17. září 2000)
  - John Mikaelsson, švédský olympijský vítěz v chůzi na 10 kilometrů († 16. června 1987)
- 1916 – Józef Stanek, polský katolický kněz, mučedník, blahoslavený († 23. září 1944)
- 1919 – Paul de Man, americký literární teoretik († 21. prosince 1983)
- 1920 – George Porter, anglický chemik, Nobelova cena za chemii 1967 († 31. srpna 2002)
- 1923 – Savka Dabčević-Kučar, chorvatská politička a ekonomka († 6. srpna 2009)
- 1927 – Geršon Šafat, izraelský politik († 16. srpna 2020)
- 1928 – Frankie Dunlop, americký jazzový bubeník († 7. července 2014)
- 1929
  - Nikolaus Harnoncourt, rakouský dirigent, cellista, hudební publicista († 5. března 2016)
  - Teuku Jacob, indonéský paleontolog († 17. října 2007)
- 1930 – Rolf Hoppe, německý herec († 14. listopad 2018)
- 1933 – Henryk Górecki, polský skladatel vážné hudby († 12. listopad 2010)
- 1938 – Patrick Bauchau, belgický herec
- 1941 – Leon Russom, americký herec
- 1942
  - Peter Handke, rakouský spisovatel, básník, dramatik a překladatel
  - Robb Royer, americký kytarista, klávesista a skladatel
- 1944 – Ron Kenoly, gospelový zpěvák
- 1945 – Rafał Wojaczek, polský básník († 11. května 1971)
- 1946 – Willy van der Kuijlen, nizozemský fotbalista († 19. dubna 2021)
- 1947 – Geoffrey Hinton, britsko-kanadský počítačový vědec a psycholog, nositel Nobelovy ceny za fyziku
- 1948 – Keke Rosberg, finský automobilový závodník, bývalý pilot Formule 1, mistr světa
- 1950
  - Guy Drut, francouzský olympijský vítěz v běhu na 110 metrů překážek z roku 1976
  - Joe Hisaiši, japonský hudební skladatel a režisér
- 1953 – Tom Hulce, americký herec a producent
- 1956
  - Peter Buck, americký kytarista, člen rockové kapely R.E.M.
  - Arthur Golden, americký spisovatel
  - Hans Kammerlander, italský horolezec
  - Randy Rhoads, americký heavy metalový kytarista († 19. března 1982)
- 1958 – Nick Park, britský filmový režisér
- 1963 – Debbie Armstrongová, americká alpská lyžařka
- 1971 – Richard Krajicek, bývalý nizozemský tenista českého původu
- 1979 – Tim Cahill, australsko-samojský fotbalista
- 1980 – Sabrina Mockenhauptová, německá atletka, běžkyně
- 1981 – Federico Balzaretti, italský fotbalový obránce
- 1982 – Alberto Contador, španělský cyklista
- 1988 – Sandra Nurmsalu, estonská zpěvačka a houslistka
- 1990 – Tamira Paszeková, rakouská tenistka
- 1991 – Coco Vandewegheová, americká tenistka
- 1992 – Lilian Calmejane, francouzský silniční cyklista
- 1994 – Giannis Antetokounmpo, řecký basketbalista

## Úmrtí

### Česko

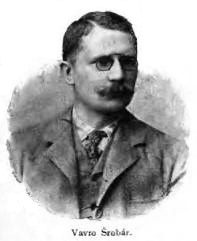
Vavro Šrobár († 1950)

- 1240 – Konstancie Uherská, uherská princezna a česká královna jako druhá manželka Přemysla Otakara I. (* 1180)
- 1896 – František Kavan, český skladatel a sbormistr (* 13. ledna 1818)
- 1910 – Gabriel Blažek, český matematik (* 20. září 1842)
- 1920 – Karel Kovařovic, hudební skladatel (* 9. prosince 1862)
- 1931 – František Zíka, československý politik (* 2. prosince 1869)
- 1944 – Ervín Maršák, legionář, důstojník československé armády (* 13. března 1895)
- 1949 – Milan Reiman, komunistický politik, ekonom a oběť režimu (* 28. května 1906)
- 1950 – Vavro Šrobár, slovenský lékař, československý politik (* 9. srpna 1867)
- 1962 – Jaroslav Böhm, archeolog (* 8. března 1901)
- 1963 – Antonín Majer, český malíř (* 1. února 1882)
- 1969 – Stanislav Zela, pomocný biskup olomoucký (* 12. července 1893)
- 1972 – Josef Kurz, jazykovědec, literární historik a překladatel (* 3. února 1901)
- 1977 – Jaromír Bělič, jazykovědec (* 24. března 1914)
- 1978 – Jarmila Kurandová, česká herečka (* 30. ledna 1890)
- 1984 – Václav Razik, katolický kněz, biskup podzemní církve (* 10. září 1921)
- 1989 – Robert Kalivoda, filozof a historik (* 11. prosince 1923)
- 1990 – Ivo Fischer, básník, spisovatel a překladatel (* 23. srpna 1924)
- 1993 – Anna Hřebřinová, sportovní gymnastka, stříbrné medaile OH 1936 (* 11. listopadu 1908)
- 1994 – Josef Bláha, herec (* 8. června 1924)
- 2002 – Marie Holková, katolická spisovatelka a překladatelka (* 21. května 1908)
- 2012 – Jaroslav Balátě, český vědec v oboru informatiky (* 30. srpna 1931)

### Svět

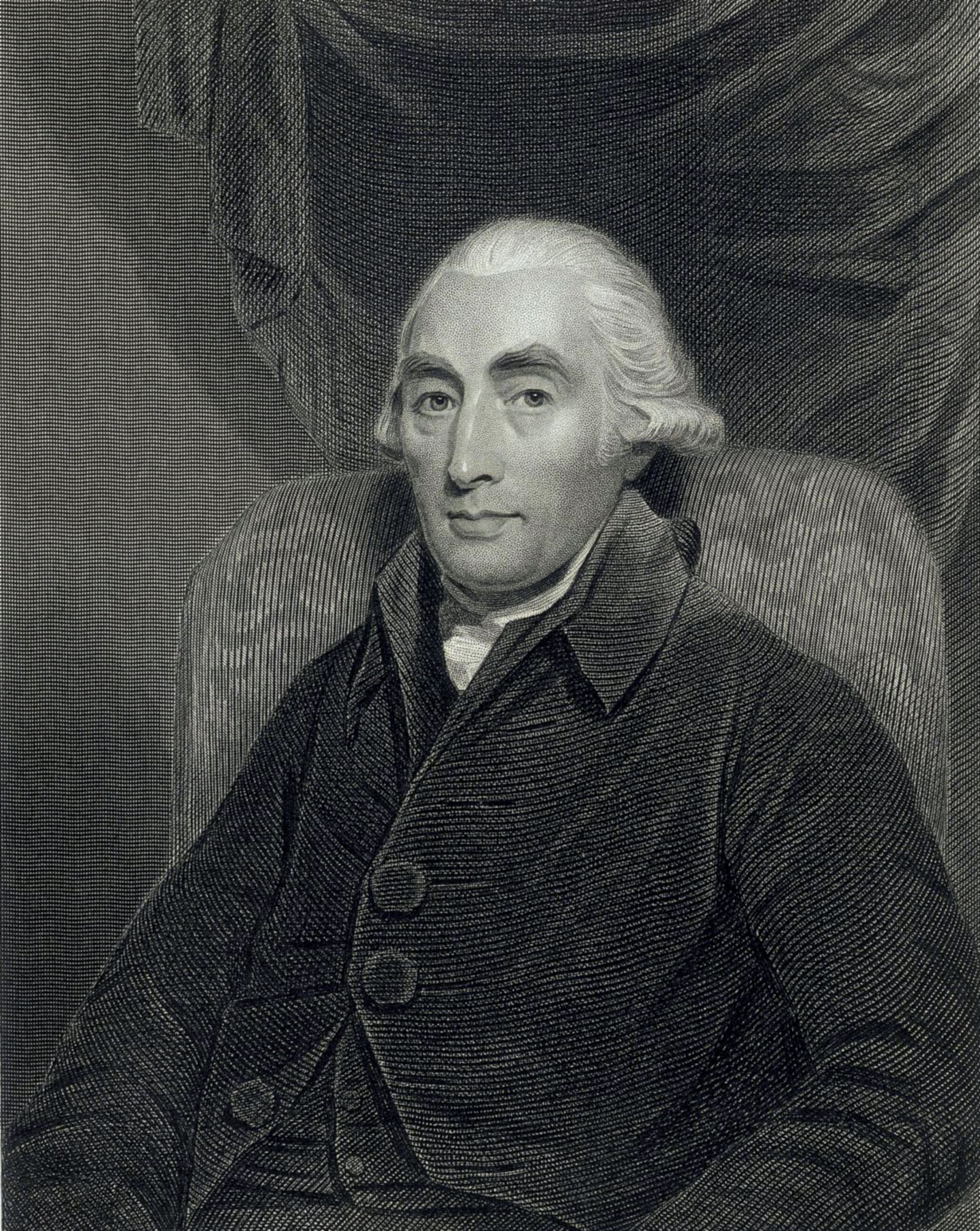
Joseph Black († 1799)

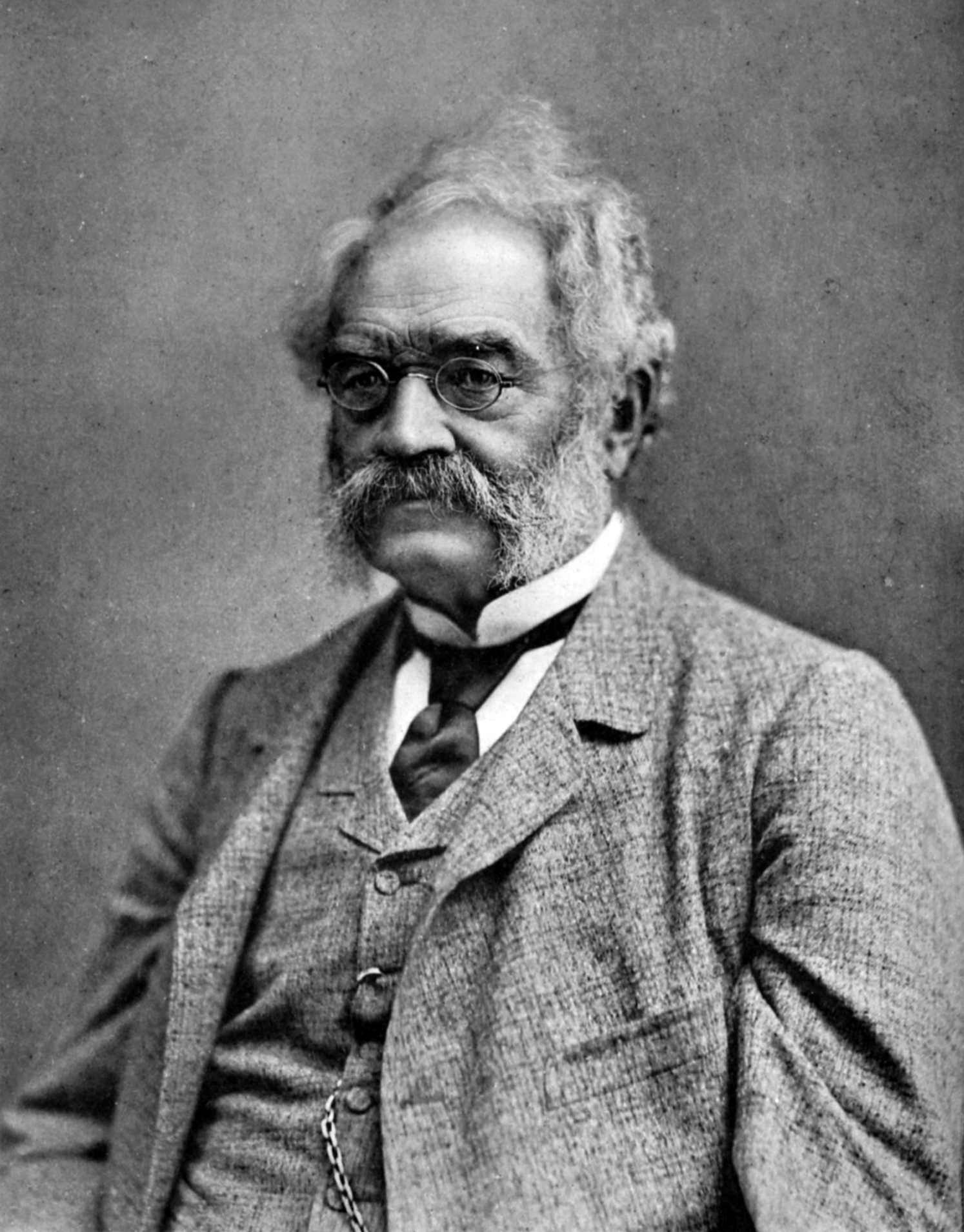
Ernst Werner von Siemens († 1892)

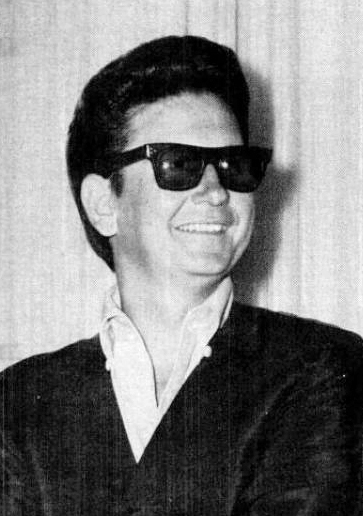
Roy Orbison († 1988)

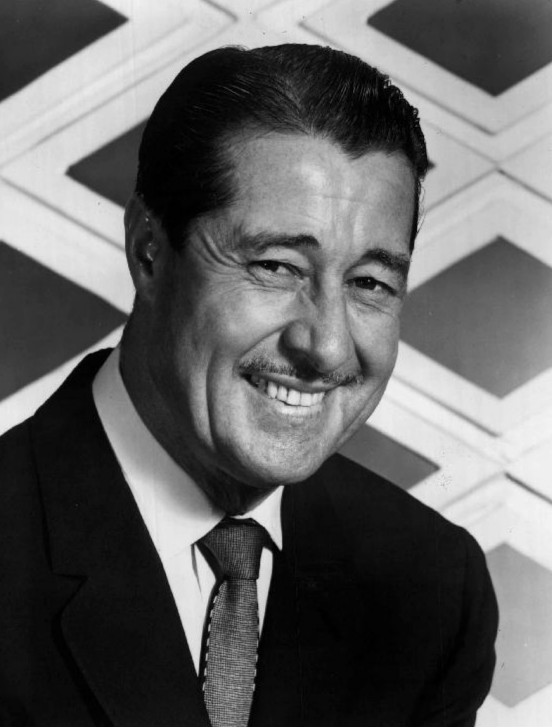
Don Ameche († 1993)

- kolem 345 – Svatý Mikuláš, katolický biskup proslulý štědrostí k potřebným (* cca 280/286)
- 1185 – Alfons I. Portugalský, portugalský král (* po 1107)
- 1352 – Klement VI., papež (* 1291)
- 1370 – Rudolf II. Saský, říšský kurfiřt, vévoda saský (* 1307)
- 1495 – Jakob Sprenger, spoluautor spisu Kladivo na čarodějnice (* 1435)
- 1595 – Ekard ze Schwoben, opat kláštera na Velehradě, (* 1560)
- 1613 – Anton Praetorius, německý teolog, bojovník proti čarodějnickým procesům (* 1560)
- 1641 – Françoise de Montmorency-Fosseux, milenka navarrského krále Jindřicha III. (pozdějšího Jindřicha IV. Francouzského) (* 1566)
- 1644 – Kristina Poniatowská, dcera polského šlechtice, vizionářka (* 1610)
- 1658 – Baltasar Gracián, španělský jezuita, barokní spisovatel a filosof (* 8. leden 1601)
- 1686 – Nikolaus von Avancini, italský kněz a básník (* 1. prosince 1611)
- 1745 – Imrich Esterházy, ostřihomský arcibiskup a uherský primas (* 17. prosince 1663)
- 1779 – Jean-Baptiste Siméon Chardin, francouzský malíř (* 2. listopadu 1699)
- 1799 – Joseph Black, skotský fyzik a chemik (* 16. dubna 1728)
- 1805 – Nicolas-Jacques Conté, francouzský vynálezce (* 4. srpna 1755)
- 1867 – Giovanni Pacini, italský operní skladatel (* 11. února 1796)
- 1868 – August Schleicher, německý jazykovědec (* 19. února 1821)
- 1870 – Luisa Pruská, rodem pruská a sňatkem nizozemská princezna (* 1. února 1808)
- 1882
  - Anthony Trollope, anglický romanopisec (* 24. dubna 1815)
  - Louis Blanc, francouzský politik a historik (* 29. října 1811)
- 1883 – Heinrich Wydler, švýcarský botanik (* 24. dubna 1800)
- 1889 – Jefferson Davis, první a jediný prezident Konfederovaných států amerických (* 3. června 1808)
- 1891 – Jean-Charles Alphand, pařížský architekt (* 26. října 1817)
- 1892 – Ernst Werner von Siemens, německý vynálezce a průmyslník (* 13. prosince 1816)
- 1893 – Rudolf Wolf, švýcarský astronom a matematik (* 7. července 1816)
- 1898 – Kateřina Frederika Württemberská, württemberská princezna (* 24. srpna 1821)
- 1901 – Bertha Wehnert-Beckmann, německá fotografka (* 25. ledna 1815)
- 1916 – Signe Hornborgová, finská architektka (* 8. listopadu 1862)
- 1934 – Karel Michal Meklenburský, meklenburský vévoda (* 17. června 1863)
- 1941 – Abd-ru-shin, německý spisovatel (* 18. dubna 1875)
- 1949 – Leadbelly, americký folkový muzikant (* 29. ledna 1888)
- 1950 – Stanisława Samulowska, polská řeholnice, služebnice Boží (* 21. ledna 1865)
- 1956 – Bhímráo Rámdží Ámbédkar, indický právní vědec (* 14. dubna 1891)
- 1959
  - Erhard Schmidt, německý matematik (* 13. ledna 1876)
  - Emil Bock, evangelický teolog a spoluzakladatel Obce křesťanů (* 19. května 1895)
- 1961 – Frantz Fanon, martinický politický myslitel (* 20. července 1925)
- 1970 – Ondřej Petrů, český teolog, profesor církevního práva, překladatel Nového zákona (* 14. března 1915)
- 1973 – Isabela Rakousko-Těšínská, rakouská arcivévodkyně (* 17. listopadu 1888)
- 1974
  - Nikolaj Gerasimovič Kuzněcov, admirál loďstva Sovětského svazu (* 24. července 1904)
  - Robert Ludvigovič Bartini, italský šlechtic, letecký konstruktér a vědec (* 14. května 1897)
- 1976 – João Goulart, brazilský prezident (* 1. března 1919)
- 1981 – Harry Harlow, americký psycholog (* 31. října 1905)
- 1984 – Viktor Šklovskij, spisovatel a filmový scenárista (* 24. ledna 1893)
- 1988 – Roy Orbison, americký zpěvák a hudebník (* 23. dubna 1936)
- 1990 – Tunku Abdul Rahman, první malajsijský premiér (* 8. února 1903)
- 1991 – Richard Stone, britský ekonom (* 30. srpna 1913)
- 1992 – Heorhij Majboroda, ukrajinský hudební skladatel (* 1. prosince 1913)
- 1993 – Don Ameche, americký herec (* 31. května 1908)
- 1998 – César Baldaccini, francouzský sochař (* 1. ledna 1921)
- 1999 – Gwyn Jones, velšský spisovatel a překladatel (* 24. května 1907)
- 2005 – Devan Nair, třetí prezident Singapuru (* 5. srpna 1923)
- 2011 – Günter Altner, německý protestantský teolog, filozof a biolog (* 20. září 1936)
- 2012
  - Ed Cassidy, americký bubeník (* 4. května 1923)
  - Huw Lloyd-Langton, britský kytarista (* 6. února 1951)
- 2013 – Stan Tracey, britský klavírista (* 30. prosince 1926)
- 2014 – Ralph Baer, německo-americký technik, informatik a vynálezce, "otec videoher" (* 8. března 1922)
- 2019 – Stojanka Mutafova, bulharská herečka (* 2. února 1922)
- 2021 – János Kóbor, maďarský hudebník a zpěvák (* 17. května 1943)

## Svátky

### Česko
- Mikuláš
- Nikodéma
- Adrian, Adrián, Hadrián

### Svět
- Finsko: Den nezávislosti na Rusku
- Španělsko: Den Ústavy
- Ukrajina: Svátek armády
- Kanada: Vzpomínkový den proti násilí na ženách

## Pranostiky

### Česko
- Na svatou pannu Kateřinu sluší se schovati pod peřinu;
 pak na svatého Mikuláše, tuť jest zima všecka naše.
- Na svatého Ondřeje ještě se nám ohřeje,
 ale na svatého Mikuláše už je zima celá naše.
- Svatá Barbora mosty mostí, Sába hřeby ostří,
 svatý Mikuláš je přibíjí.
- Na svatého Mikuláše je už zima celá naše.
- Po sněhu Bára s Mikulášem šla.
- O svatém Mikuláši často snížek práší.
- Svatý Mikuláš přijíždí na bílém koni.
- Svatý Mikuláš splachuje břehy.
- Když na Mikuláše prší, zima lidi hodně zkruší.
- Mikuláš po ledě, Ježíšek po blátě.
- Nepije-li se na Mikuláše pták z koleje, nenapije se kůň tři měsíce z řeky.
- Prší-li na Mikuláše nebo padá-li sníh, bude příští rok hodně hrachu.

| 6. prosinec v pražském KlementinuÚdaje jsou platné k 8. 7. 2025. | 6. prosinec v pražském KlementinuÚdaje jsou platné k 8. 7. 2025. | 6. prosinec v pražském KlementinuÚdaje jsou platné k 8. 7. 2025. |
| minimum                                                          | denní průměr                                                     | maximum                                                          |
| ---------------------------------------------------------------- | ---------------------------------------------------------------- | ---------------------------------------------------------------- |
| −16,2 °C (1875)                                                  | 2,1 °C (od 1961)                                                 | 13,6 °C (2020)                                                   |